# Thelodon pilosus
Thelodon pilosus là một loài tò vò trong họ Ichneumonidae.